# A5 Tegnestuen
A5 Tegnestuen A/S var en dansk tegnestue i København, grundlagt 1971, som især blev kendt for en række kollektive bebyggelser til undervisningsbrug.
En gruppe arkitekter vandt i 1970 en arkitektkonkurrence om uddannelsesområdet på Nørremarken i Kolding. Vinderen fik til opgave at tegne Kolding Højskole, Nørremarksbiblioteket og Kolding Gymnasium. Året efter tog de navnet A5 Tegnestuen.
Tegnestuen modtog i 1985 Betonelementprisen for Sønderborg Amtsgymnasium, opført 1979-80. I 1980-81 blev elevbygningerne til Vilvorde Havebrugshøjskole ved Tølløse Slot opført efter tegninger af A5 Tegnestuen. Bygningerne, som er udført som tæt-lav-bebyggelse, anvendes nu af Tølløse Slots Efterskole. I 1981 var tegnestuen sammen med Tegnestuen Vandkunsten ansvarlig for udformningen af Stenvadskolen i Farum. I 1986 stod tegnestuen for en udvidelse af Grundtvigs Højskole i Hillerød og fremkom samme år med et projekt til Østre Gasværks bebyggelse, som ikke blev til noget.
Tegnestuen bestod af arkitekterne Robert Grünberger, Flemming Nøhr, Niels Sigsgaard, Henrik Vogel og Anders Dragheim. Den blev videreført som Nøhr & Sigsgaard i 1994.

## Værker
- Kolding Uddannelsescenter, Kolding (1972-78)
- Kolding Højskole (1972-74, nedlagt 1997)
- Feriehus, Skjalm Hvides Vej 62, Tisvildeleje (1974)
- Nørremarksbiblioteket, Kolding (1974-75, nedrevet)
- Kolding Gymnasium (1974-75)
- Sønderborg Amtsgymnasium (1979-80, tildelt Betonelementprisen)
- Vilvorde Havebrugshøjskole ved Tølløse Slot, nu Tølløse Slots Efterskole (1980-81)
- Langebjergskolen, Humlebæk (1980-81)
- Stenvadskolen, Farum (1981, sammen med Tegnestuen Vandkunsten)
- Jættestuerne, Skive (1983-84)
- Udvidelse af Grundtvigs Højskole i Hillerød (1986)
- Renovering af Farum Midtpunkt (1986-89)
- Bøgeparken, Kongens Lyngby (1990-91)
- Renovering af Høje Gladsaxe (1990-92)